# Umbilicaria esculenta
Umbilicaria esculenta là một loài địa y trong chi Umbilicaria mọc trên đá. Nó được tìm thấy tại Đông Á ở Trung Quốc, Nhật Bản, và Hàn Quốc. Nó có thể ăn được nếu xữ lý đúng cách và có thể dùng làm thuốc. Nó được gọi là iwatake (kanji: 岩茸 hay 石茸) trong tiếng Nhật và seogi (hangul: 석이; hanja: 石耳; literally "tai đá") trong tiếng Triều Tiên.

## Hình ảnh

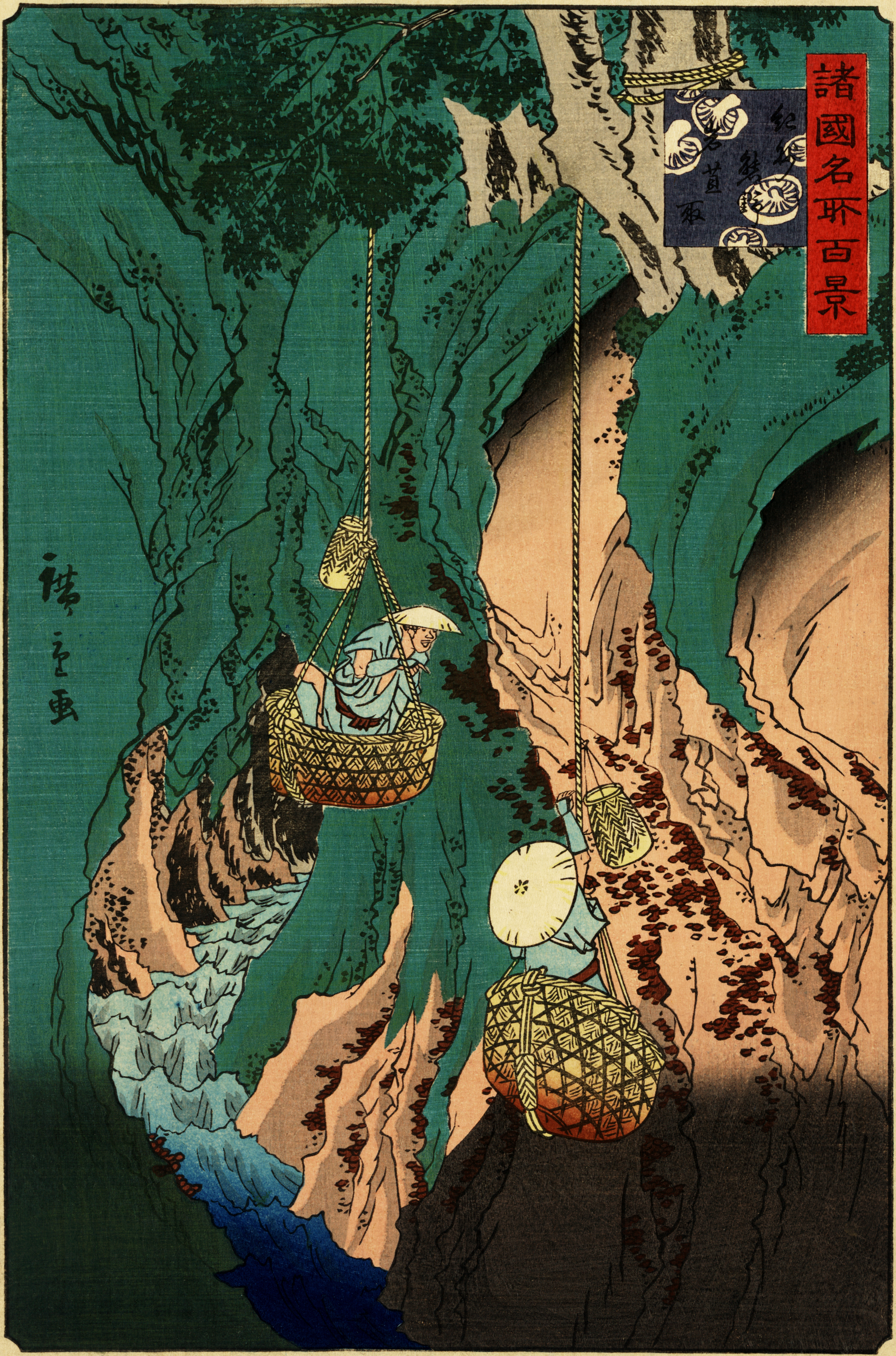
Iwatake được hái tại Kishū, bởi Hiroshige II
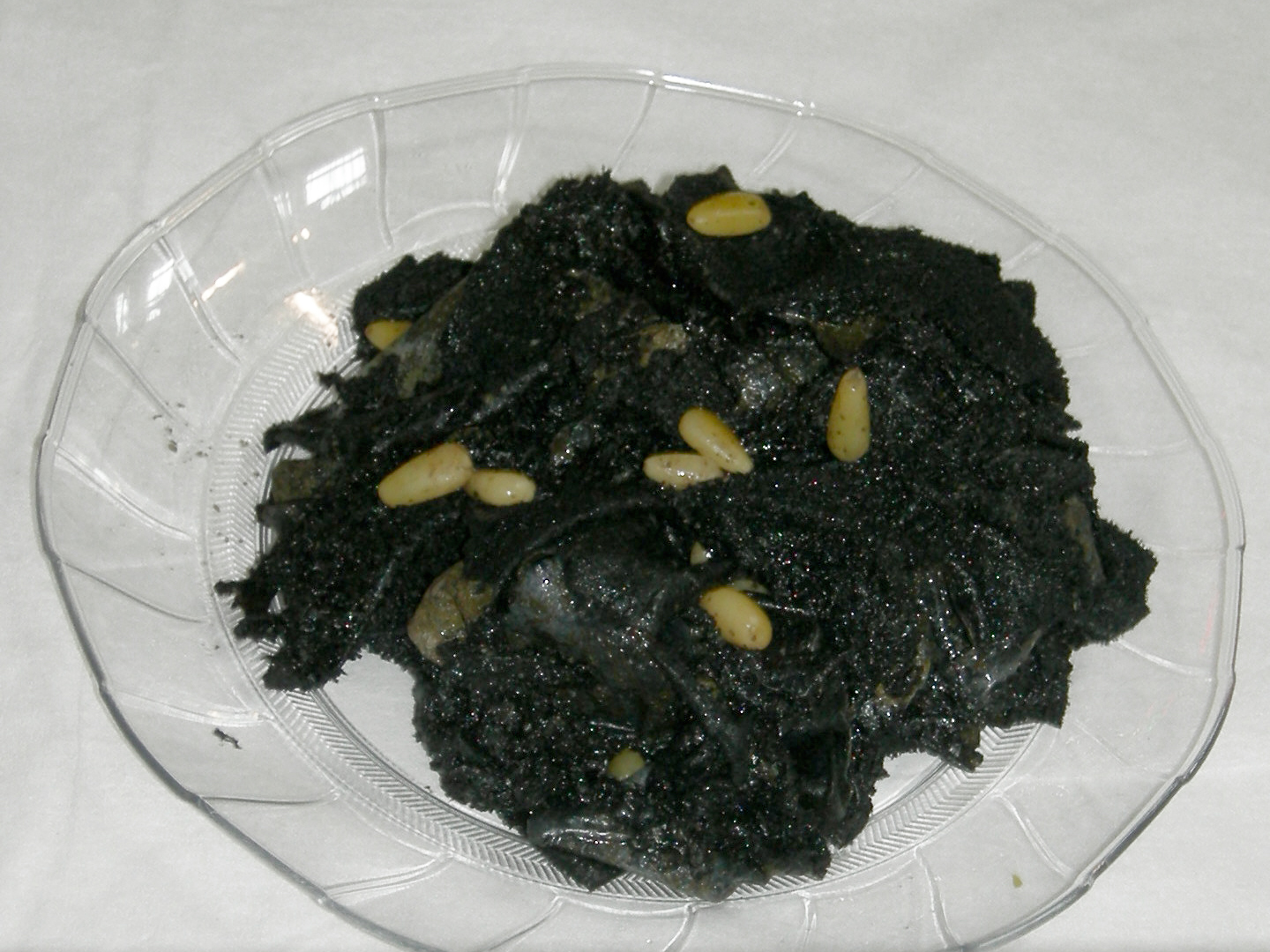
Món Umbilicaria esculenta rán chảo tại Hàn Quốc